# Marcin Wejher
Marcin Wejher herbu Skarzyna (ur. 1512, zm. 8 czerwca 1556) – biskup kamieński w latach 1549–1556.

## Życiorys
Pochodził z rycerskiego rodu Wejherów. Był synem zarządcy książęcej domeny słupskiej, Mikołaja Weihera i Zofii von Ramel. Jako przeznaczony do stanu duchownego otrzymał niższe święcenia kapłańskie.
Początkowo kształcił się w Słupsku. Następnie studiował w Wittenberdze, gdzie zetknął się z pierwszymi ideologami reformacji. Był domownikiem u Marcina Lutra. Uczęszczał na wykłady Filipa Melanchtona. Po śmierci Mikołaja Wejhera został dziedzicem Łeby. Majątek ojca pozwolił mu na pobieranie dalszych nauk w Bolonii.
Po powrocie na Pomorze Zachodnie około 1542 roku przyjął formalnie luteranizm. W 1548 roku został kanonikiem i kantorem kapituły katedralnej w Kamieniu Pomorskim. Służył na dworze książąt pomorskich jako dyplomata. Brał udział w negocjacjach z Karolem V podczas I wojny szmalkaldzkiej.
2 sierpnia 1549 roku, po wymuszonej przez cesarza rezygnacji biskupa Bartłomieja Swawe, został wybrany przez kamieńską kapitułę katedralną jego następcą. Mimo że stanął nominalnie na czele duchowieństwa Pomorskiego Kościoła Ewangelickiego otrzymał 6 października 1551 roku bullę prekonizacyjną od papieża Juliusza III.
Nominacja papieska z 1551 roku może wskazywać, że z punktu widzenia Stolicy Apostolskiej był uważany za nawróconego katolika. Z uwagi na to, że został nominowany w 1549 roku, a następnie instalowany na urzędzie przez kapitułę protestancką zdania na temat tego, czy był biskupem katolickim, czy ewangelickim są do dziś podzielone. Prawdopodobnie Marcin Weiher próbował prowadzić misję rekatolizacji Pomorza Zachodniego. W latach 1551–1556 nie starał się jednak zbytnio urzeczywistnić pokładanych w nim nadziei. Nie przyjął wyższych święceń kapłańskich, ani sakry biskupiej. Nie wprowadzał też znaczących zmian ustrojowych w podległej mu diecezji kamieńskiej pozwalając dalej szerzyć się reformacji.
Po śmierci pochowany pierwotnie w Karlinie, później staraniem rodziny Wejherów jego szczątki przeniesiono do Pucka. Po 1556 roku funkcja biskupa kamieńskiego została definitywnie sekularyzowana. Urząd biskupi stał się tytułem przedstawicieli pomorskiej dynastii Gryfitów.